# Maria Kolesnikova
Maryia Kaliesnikava
Maria Alexandrovna, Kolesnikova (en russe : Мария Александровна Колесникова ; en biélorusse : Марыя Аляксандраўна Калеснікава, Maryia Aliaksandrawna Kaliesnikava ; née le 24 avril 1982) est une musicienne et femme politique biélorusse, membre du présidium du Conseil de coordination formé par l'opposition au président biélorusse Alexandre Loukachenko lors des manifestations de 2020. 
Arrêtée par le régime de Loukachenko en septembre 2020, elle est depuis maintenue en prison. Le 8 mars 2021, elle reçoit, du département d'État des États-Unis, le Prix international de la femme de courage tandis que le 27 septembre 2021, elle se voit décerner le prix des droits de l'homme Václav-Havel.

## Biographie

### Carrière musicale
Maria Kolesnikova nait le 24 avril 1982 à Minsk. Ses parents sont ingénieurs de formation. Elle a une sœur, Tatiana.
À l'âge de 17 ans, elle commence à enseigner la flûte dans un gymnase (école privée) à Minsk et joue dans l'Orchestre national de concerts académiques de la République de Biélorussie. Elle est diplômée de l'Académie d'État de musique de Biélorussie en tant que flûtiste et chef d'orchestre. À l'âge de 25 ans, elle commence à étudier pour jouer des instruments de musique ancienne à l'Université d'État de la musique et des arts du spectacle à Stuttgart, en Allemagne. Elle obtient deux masters en musique ancienne et moderne en 2012.
Dans les années 2010, elle organise des projets culturels entre l'Allemagne et la Biélorussie. En 2017, elle cofonde « Artemp », un collectif d'art. À partir de 2019, elle est directrice artistique du club culturel OK16 à Minsk.

### Carrière politique et emprisonnement
Lors de la campagne pour l'élection présidentielle biélorusse de 2020, elle dirige l'équipe de Viktor Babariko jusqu'à son arrestation en juin pour « délits financiers ». Elle rejoint ensuite la candidature de Svetlana Tikhanovskaïa et forme avec Veronika Tsepkalo, l'épouse du candidat Valéri Tsepkalo forcé à l'exil, un trio féminin rassemblant l'opposition au président sortant.
Le 7 septembre 2020, elle est enlevée par des hommes masqués à Minsk puis arrêtée le lendemain à la frontière ukrainienne après avoir déchiré son passeport pour empêcher une expulsion forcée vers l'Ukraine,.
Le 6 septembre 2021, après onze mois d'incarcération et un procès à huis clos, la justice biélorusse condamne Maria Kolesnikova et son collègue Maxim Znak à onze ans de prison pour « complots visant à s'emparer du pouvoir » et « appels à des actions portant atteinte à la sécurité nationale ».
En septembre 2024, elle est toujours détenue dans la prison pour femmes no 4 de Gomel, dans un isolement quasi-total à l'intérieur d'une cellule de 4 m2, sans contact possible avec sa famille. À la suite d'une opération chirurgicale en 2022, elle perd 15 kg et son état de santé inquiète ses proches. Elle serait en situation de malnutrition.
Elle apparait sur des photos le 13 novembre 2024, apparemment en bonne santé. Le 27 novembre 2024 l'hebdomadaire français Courrier international rendant compte d'un article du quotidien polonais Gazeta Wyborcza dit que Maria est à l'isolement au sein de la colonie pénitentiaire de Gomel et s'inquiète des mauvais traitements dont elle fait l'objet de la part des employés de la colonie.

## Récompenses et distinctions
En 2020, elle est co-lauréate du prix Sakharov, remis par le Parlement européen aux personnes engagées pour la défense des droits humains et des libertés fondamentales. Le prix est remis, plus généralement, à l'ensemble des militants d'opposition au Belarus. 
Le 8 mars 2021, elle reçoit, du département d'État des États-Unis, le Prix international de la femme de courage tandis que le 27 septembre 2021, elle se voit décerner le prix des droits de l'homme Václav-Havel.